# 노동당 (싱가포르)

노동당(영어: The Workers' Party, 중국어 간체자: 工人党, 정체자: 工人黨, 말레이어: Parti Pekerja, 타밀어: பாட்டாளிக்கட்சி)은 싱가포르의 사회민주주의 정당으로, 1957년에 설립되었다. 현재 지도자는 실비아 림(중국어 간체자: 林瑞莲, 병음: Lín Ruìlián)이다.

## 같이 보기
- 싱가포르의 정당
- 사회민주주의